# Nicolas Rousseau
Nicolas Rousseau (Château-Renault, 16 de marzo de 1983) es un ciclista francés. Se convirtió en profesional en 2007 en el equipo Ag2r La Mondiale. Actualmente compite por el Auber 93.

## Biografía
Con el equipo de Francia, participó en los Juegos Olímpicos de Pekín 2008 en pista en la modalidad de persecución por equipos.
El 18 de junio de 2009 ganó la primera etapa de la Ruta del Sur.
En 2011 fichó por el BigMat-Auber 93 sin embargo no le renovarón al final de la temporada 2012 por lo que Russeau anunció el fin de su carrera como ciclista profesional.

## Palmarés
2005
- Tour de Haut Anjou

2009
- 1 etapa de la Ruta del Sur

2010
- 1 etapa de la Tropicale Amissa Bongo

## Resultados en las grandes vueltas

### Giro de Italia
- 2008 : 122.º